# 絕食

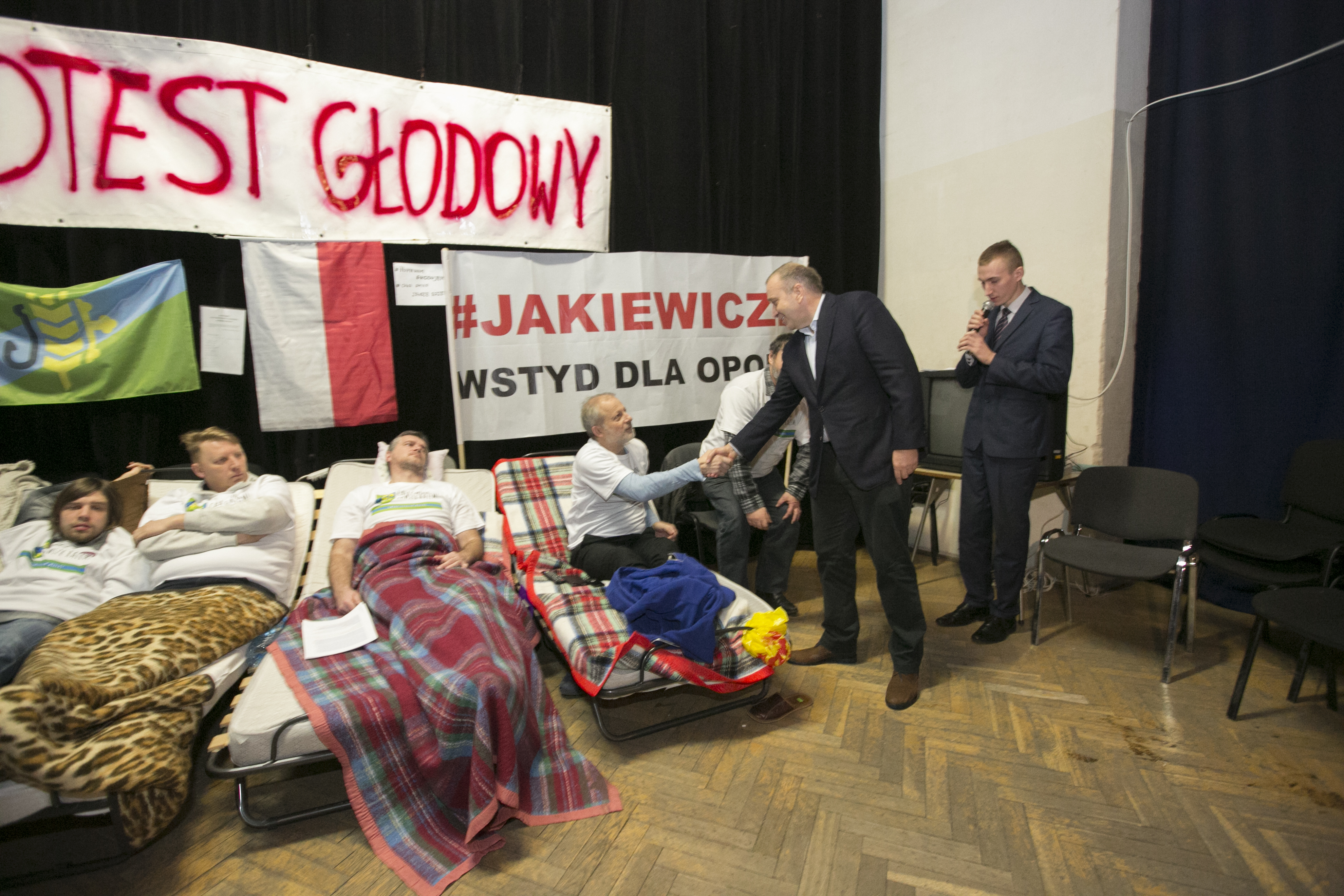
絕食抗議中的波蘭民眾

在汉语中，绝食原义是断绝进食；现代口语中，绝食常等义于绝食抗议（hunger strike），是特指为了政治或其他目的进行非暴力抵抗或者抗议的一种方式。非抗議性質的自主性停止饮食，一般稱之為禁食。
绝食者公开宣布一定期间内（最常见的为达到特定目的之前）停止进食，少数同时停止饮水，甚至拒绝静脉注射。绝食抗议的效果，要取决于绝食者的名望、绝食事件的公开程度、公众对绝食者诉求的赞同程度，被抗议方的一贯态度和所处形势等。
绝食可以导致死亡，但绝食者因为有明确的要求，应该与用停止饮食来自杀（包括殉情、殉道、殉国）的情况区别开来。

## 历史
使用绝食来抗议的行为历史悠久。爱尔兰在基督教传入以前，有以收回债款或要求正义等为理由在对方家门口绝食的习俗，称为Troscad或者Cealachan。古代印度也有类似习惯。出生于西域的佛学翻译家鸠摩罗什在自传中记载，当年他的母亲要求出家，丈夫不许。她绝食抗议六天直到奄奄一息，丈夫终于允许她带七岁的鳩摩羅什出家。
在中國古代，也有許多絕食的例子。例如宋徽宗年間狀元何桌被金兵俘獲，絕食而死。楊家將楊業中箭墮馬被俘，絕食三日而死。1276年11月，元兵陷興化，陳文龍被俘後絕食而死。南宋文天祥在廣東力戰失敗被俘，押往大都路上絕食八日，不死。清順治二年（1645年）南明禮部尚書兼東閣大學士高宏圖于會稽絕食九日而亡。南明亡後，左都御史山陰劉宗周絕食二十三日死。2020年12月蘇震清在收押禁見期間抗議司法審判程序不正義，絕食十日，不死。
一般认为最早用绝食来进行正式政治抗议的人是甘地。他一生绝食十几次：目标包括支持罢工、反对英国殖民统治、抗议国内印度教徒与穆斯林的仇杀。
1984年，台灣美麗島事件政治犯、良心犯施明德為抗議國民黨政府暗殺異議作家江南（劉宜良）的恐怖統治，展開無限期絕食。施明德於1990年5月21日國民黨政府宣布美麗島事件判決無效後，停止絕食，恢復自由。施明德前後絕食長達4年7個月，被插鼻胃管強制灌食達3040次。
自从2005年，被美国军方关押在关塔那摩湾的囚犯有几百人先后绝食，抗议未经审判被美军拘押。绝食者遭美军强制喂食。2006年3月9日，260名医生联名呼吁停止强制喂食。
2006年6月21日，被审判的伊拉克前总统萨达姆·侯赛因和其他被告绝食，抗议其律师被枪杀。

## 生理效果
當人停止進食，身體會以其他方式維生，例如由肝臟抽取肝醣轉化為葡萄糖，或者從脂肪中抽取脂肪酸，甚至動用蛋白質組織。由於腦部及神經系統需要葡萄糖，如果葡萄糖大量流失，身體會產生酮。但腦部某些組織仍然只需要葡萄糖，故繼續需要蛋白質。蛋白質繼續流失的結果會導致死亡。在禁食約三日後，飢餓感會減少甚至消失。

## 相關
- 絕食接力

## 有关绝食的医学伦理

### 东京声明
1975年10月，在东京召开的29届世界医学大会通过了《东京声明》。该声明2005年5月在第170次理事会会议上、2006年5月在第173次理事会会议上又分别修订。其中第六条是：
当囚犯拒绝食物/饮水，且医师认为他（她）的自愿绝食出于自主、充分理性的判断时，不得对其进行人工喂食。囚犯作决定的能力应经过一位以上独立医师的确认。医师应该向囚犯解释绝食的后果。

### 关于绝食者的声明
1991年第43届世界医学大会上通过的《关于绝食者的声明》全文翻译如下：

#### 前言
1. 治疗绝食者的医师要面对下列两个互相矛盾的价值观念：
  1. 从道德上讲，每个人都应该尊重生命的神圣性。对于用技能挽救生命、服务于病人最大利益的医师来说，这一点尤其突出。
  2. 从义务上讲，医师有责任尊重病人对自身做出的决定。治疗病人之前，医师需要得到病人的知情同意。例外是在紧急情况下，医师必须靠自己理解的病人的最大利益行事。
2. 在昏迷临死的绝食者已经明确表示过不接受医疗复苏抢救的情况下，上述两个价值的冲突极为明显。道德责任促使医师违反病人的指示进行干预抢救，义务却促使医师尊重病人的自主地位。
  1. 医师决定干预，可能损害了病人的自主权。
  2. 医师决定不干预，又有可能会造成本来可以避免的死亡。
3. 医师/病人的关系，可以说是在医生遵循义务、对病人负责，使用其医术对任何人提供建议或治疗的时候就开始存在。 该关系不一定随着病人未同意某些治疗或干预手段而终止。医师一旦同意照顾一个绝食者，该绝食者就成为医师的病人。由此带来医师/病人关系中的所有内在含义和责任，包括同意和保密。
4. 最终决定干预或不干预的权利应留给医师本人，免于首要关心不是病人利益的第三者影响。 然而，如果病人决定拒绝治疗，或者如有昏迷拒绝人工喂食的话；医生应该和病人讲清楚他自己是否能够接受病人的决定。如果医师不能接受这样的决定，病人就有权换另一个医师。

#### 对绝食者的治疗指导
本着医学界基本规则一的生命神圣原则，对治疗绝食者的医师提出下列实践指导：
1. 定义：绝食者是有行为能力，决定在一定期限内拒绝食物或饮水的人。
2. 道德行为：
  1. 如果可能的话，医师应取得绝食者的病史。
  2. 绝食开始前，医师应对绝食者进行详细的身体检查。
  3. 医师和其他健康工作人员不应对绝食者施加压力，迫使其停止绝食。禁止以不给提供医疗等服务来要挟其停止绝食。
  4. 绝食者应该被正式告知绝食的后果和可能的医学危险，凭借传达清晰的信息做出决定。必要的时候应该使用翻译。
  5. 如果绝食者要求另一个医师的检查、决定，或者改由另一个医师治疗，这些要求应被满足。在绝食者身为囚犯的情况中，监狱的医师要允许上述安排。
  6. 绝食过程中，医师可以治疗绝食者的感染病症，或者劝其饮水或接受静脉注射补充水分。但一切治疗必须以绝食者自愿同意为前提，不能用绝食者拒绝医生的建议为理由不给其提供医疗服务。
3. 明确指示； 绝食中，医师应该每天询问绝食者（1）是否要继续下去（2）如果发生失去知觉等不能自己做出决定的情况，希望被如何救治。医师应该把这些决定进行书面记录，并为绝食者保密。
4. 人工喂食：如果绝食者发生神志不清或者昏迷，医师可以自行决定那种治疗手段最符合病人的利益；但医师必须考虑到自己以前的决定，以及符合本文前言第四条的原则。（最终决定干预或不干预的权利应留给医师本人，免于首要关心不是病人利益的第三者影响。 然而，如果病人决定拒绝治疗，或者如有昏迷拒绝人工喂食的话；医生应该和病人讲清楚他自己是否能够接受病人的决定。如果医师不能接受这样的决定，病人就有权换另一个医师。）
5. 别人强迫的绝食：应保护绝食者不会因为同伴压力而继续下去。可能需要把该绝食者和同伴分离开。
6. 家庭成员：医师有责任把绝食的情况通知病人的家属，除非病人明确禁止这样做。

## 外部連結
- "Hunger Strikes, Force-feeding, and Physicians' Responsibilities"
- [永久] Striking Differences: Hunger strikes in Israel and the United States
- How Long Can You Go Without Food? Hunger strikes 101 （页面存档备份，存于）, Slate magazine, June 10, 2004
- （页面存档备份，存于） Fasting as a Method To Demand International Protection For the People of Darfur, Sudan
- Bibliography on hunger strikes and force-feeding in the IFHHRO Right to Health Wiki